# Pirro Maria Gabrielli

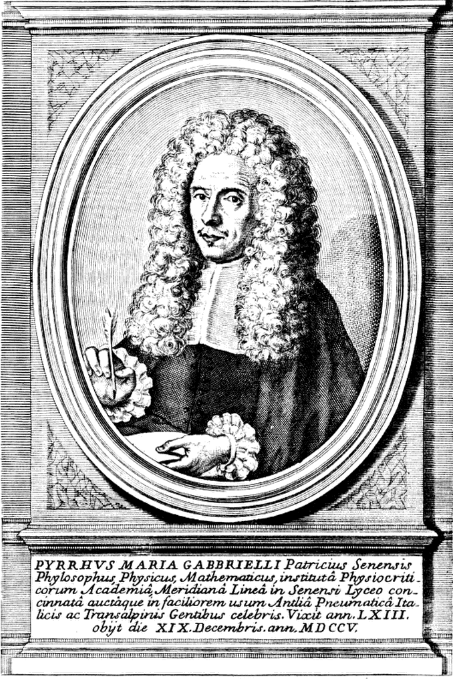
Pirro Maria Gabbrielli

Pirro Maria Gabrielli, auch Pyrrhus Maria Gabrielli (* 1. April 1643 in Siena/Italien; † 19. Dezember 1705 ebenda) war ein italienischer Arzt, Professor für Medizin und Mitglied der Gelehrtenakademie „Leopoldina“.
Pirro Maria Gabrielli war Naturwissenschaftler, Arzt und Professor für Medizin und theoretische Botanik an der Universität Siena. Er gründete im Jahr 1691 in Siena die „Accademia dei Fisiocritici“. Er betätigte sich zudem als Mathematiker, Logiker und Philosoph.
Am 14. Mai 1696 wurde Pyrrhus Maria Gabrielli mit dem Beinamen Straton I. als Mitglied (Matrikel-Nr. 220) in die Sacri Romani Imperii Academia Caesareo-Leopoldina Naturae Curiosorum aufgenommen.

## Werke
- Heliometro fisiocritico, o vero La meridiana sanese. Bonetti, In Siena 1705 (italienisch, beic.it).

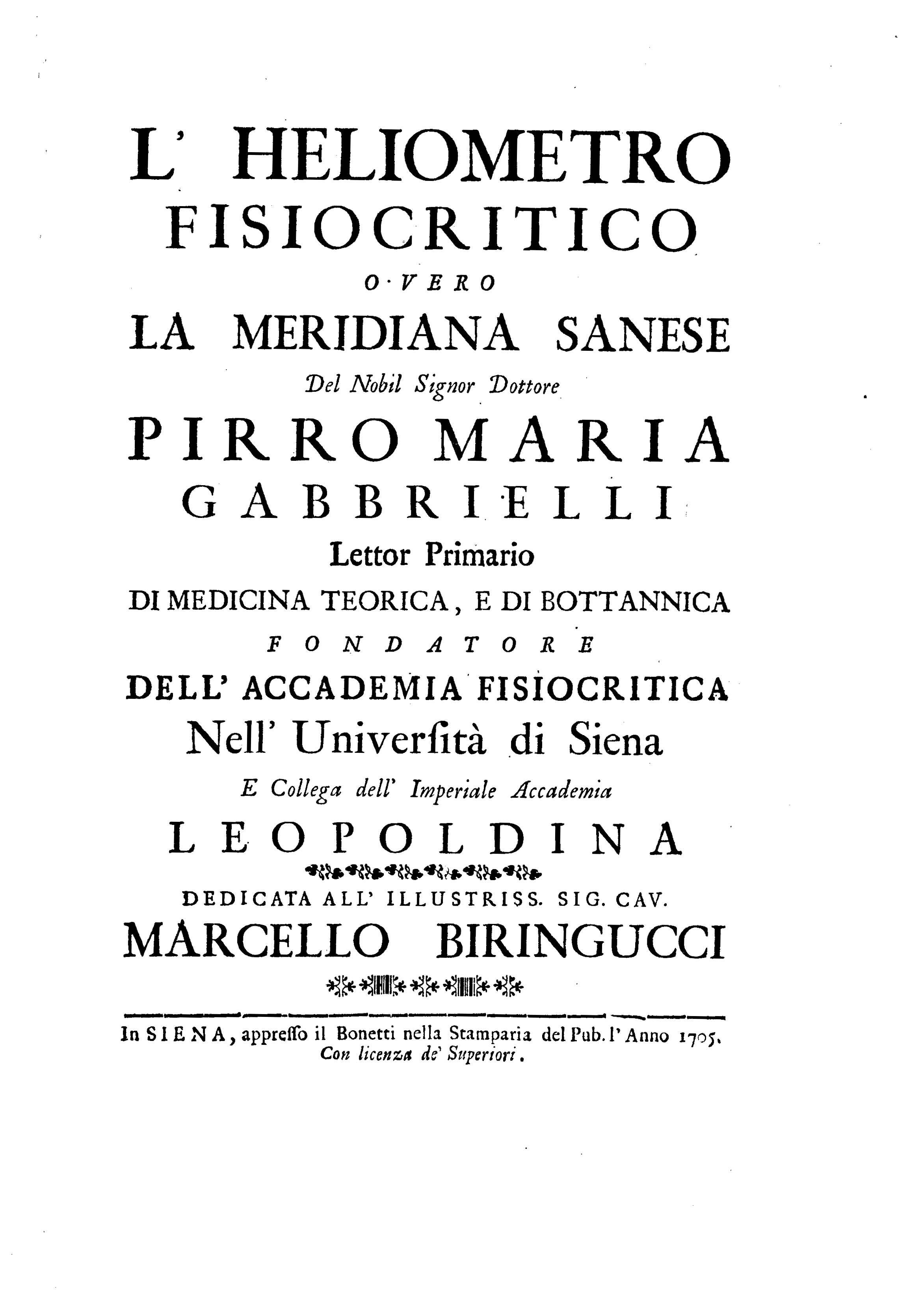
Heliometro fisiocritico, o vero La meridiana sanese, 1705

- Inediti di un uomo di scienza, 2005